# Не всі вдома (фільм)
«Не всі вдома» (англ. Off Your Rocker) — канадська комедія.

## Сюжет
Жителі будинку престарілих протистоять конгломерату компаній, який хоче взяти керування над їх будинком.

## У ролях
- Мілтон Берл — Генрі Фостер
- Ред Баттонс — Сеймур Сальц
- Лу Джекобі — Макс Адлер
- Дороті Мелоун — Шеллі Делейн
- Хелен Шейвер — Міс Бічер
- Шерон Екер — медсестра Глорія
- Гелен Г'юз — Фло Адлер
- Гелен Бернс — місіс Блюм
- Шон МакКенн — Лу Кармен
- Пол Клігман — Абе Терапі
- Чарльз Ірвін — Клод
- Роберт О'Рі — Хербі
- Дорін Ґлік — жінка в будинку
- Майкл Айронсайд — Вікто
- Тед Бітті — чоловік в будинку
- Курт Фройнд — сусіда по кімнаті Генрі
- Сем Моусес — доктор Оскар Тернер
- Бенн Бейкер
- Матильда Калан
- Е.М. Маргуліс
- Ленор Вудворд
- Пітер Стурджесс — містер Найтінгел
- Том Батлер — Джордж
- Розмарі Дансмор — Бабс
- Меріон Ґілсенан — медсестра
- Мері Свінтон — репортер
- Воллі Бондаренко — сержант поліції
- Альф Хамфріз — поліцейський 1
- П'єр Тетро — поліцейський 2
- Грант Ролл — супровідний 1
- Баррі Белчамбер — супровідний 2
- Пол Тодд — супровідний 3
- Мішель Доуелл — юна Шеллі
- Деріл Веллс — ведучий
- Кен Лемар — охоронець